# Massacre de Mafa (2014)
Le massacre de Mafa a lieu le 2 mars 2014 pendant l'insurrection de Boko Haram.

## Prélude
À la fin du mois de février 2014, les islamistes de Boko Haram diffusent des tracts à Mafa pour prévenir qu'ils ont l'intention d'attaquer la place. Cette menace provoque la fuite de plusieurs habitants.
Le soir du 3 mars 2014, les djihadistes passent à l'attaque. Mafa dispose d'une petite garnison, mais les militaires, dépassés par le nombre, prennent la fuite dès le début de l'action.
Selon Ahmed Zanna, un sénateur de l'État de Borno, 29 corps sont enterrés le lendemain de l'attaque.